# Лански, Грег
Грег Лански (англ. Greg Lansky; род. 12 декабря 1982 года в Париже, Франция) — французский предприниматель, инвестор, режиссёр и продюсер порнографических фильмов. Основатель и бывший главный креативный директор (CCO) медиакомпании Vixen Media Group, в состав которой входят несколько киностудий по производству порнографических фильмов. Трижды лауреат премии AVN Awards в категории «Режиссёр года» (2016, 2017, 2018).

## Карьера
Родился в еврейской семье. Фотограф по образованию. Начал работать в индустрии для взрослых в 2005 году вместе со своим другом детства, Майком Адриано. Адриано работал в сфере недвижимости, а Лански был занят во французском телевизионном бизнесе, работая в нидерландской компании, которая занималась реалити-шоу. Также Лански работал вместе с компанией Endemol. Вместе с Адриано вложил деньги для создания своего первого порнофильма под названием Slut Diaries, со съёмками которого Лански помогал Стив Холмс. Позднее в том же году они присутствовали на Venus Faire в Берлине и там же продали свой первый фильм. Там Лански был представлен Скотту Тейлору, который был владельцем New Sensations.
Переехал в США в 2003 году. В 2006 году Лански получил режиссёрский контракт. Лански продолжал режиссировать достаточно большое количество фильмов для New Sensations и Digital Sin до 2007 года. В 2007 году Лански открыл свою производственную компанию и начал режиссировать и продюсировать для порносети Reality Kings. Грег Лански покинул Reality Kings в 2014 году, чтобы сосредоточиться на создании Blacked и медиакомпании Vixen Media Group.
Его благодарственная речь в качестве режиссёра года на AVN Awards 2017 была оценена многочисленными исполнителями и получила повышенное внимание и широкий диапазон поддержки в социальных сетях.
Лански был главным основным докладчиком на XBIZ Show 2017.
Суммарно его сайты ежемесячно посещают более 20 миллионов посетителей.
По состоянию на апрель 2018 года поучаствовал (в качестве режиссёра и продюсера) в создании более чем 600 фильмов для взрослых.
В январе 2020 года Лански продал свою долю в Vixen Media Group и начал новый бизнес-проект.

## Студии и сайты

### Blacked
В мае 2014 года Лански при инвестиционной поддержке со стороны основателя сайта PornTube Стива Маттиссена (англ. Steve Matthyssen) открыл студию и одноимённый сайт для взрослых — Blacked, который специализируется на фильмах с межрасовым сексом. На AVN Awards 2015 студия выиграла первые две награды с фильмом Dani Daniels Deeper. Через год сайт выиграл награду AVN в категории «Лучший веб-сайт с членской подпиской». Также два года подряд (с 2015 по 2016 годы) сайт становился лауреатом премии XBIZ Award в категории «Порносайт года — ниша». Также получил награду NightMoves Award как «Лучшая производственная компания» (выбор поклонников).

### Tushy
В июне 2015 года Лански запустил ещё один веб-сайт для взрослых — Tushy, который специализируется на фильмах со сценами анального секса. На AVN Awards 2016 Tushy выиграл две награды в категориях «Лучшая маркетинговая кампания — имидж компании» (вместе с Blacked) и «Лучший новый бренд», а фильм Being Riley, производством которого занималась студия, выиграл девять наград в пяти категориях. Аналогично Blacked, через год сайт выигрывает награду AVN в категории «Лучший веб-сайт с членской подпиской». Также сайт становится обладателем премии XBIZ Award в категории «Порносайт года — ниша». На XBIZ Awards в 2019 году произведённый студией фильм Abigail был удостоен наград в пяти категориях.

### Vixen
В июле 2016 года он запустил свой третий порносайт — Vixen, основным направлением которого, по словам Лански, является «…достижение высшего качества фильмов для взрослых…». Также как и ранее созданные сайты, Vixen выиграл несколько наград, таких как AVN Awards (3 награды), XBIZ Award (4 награды) и XRCO Award (2 награды), а фильм Natural Beauties в январе 2017 года получил три награды AVN Awards.

## Награды и номинации
| Год  | Награда          | Результат | Категория                                                                        | Фильм                    |
| ---- | ---------------- | --------- | -------------------------------------------------------------------------------- | ------------------------ |
| 2014 | AVN Award        | Номинация | Лучший веб-режиссёр                                                              | н/д                      |
| 2014 | XRCO Award       | Победа    | Лучший веб-режиссёр                                                              | н/д                      |
| 2015 | AVN Award        | Номинация | Лучший веб-режиссёр                                                              | н/д                      |
| 2015 | NightMoves Award | Номинация | Лучший режиссёр (короткометражные фильмы)                                        | н/д                      |
| 2015 | XBIZ Award       | Номинация | Режиссёр года — серия короткометражных фильмов                                   | My First Interracial     |
| 2015 | XRCO Award       | Победа    | Лучший режиссёр (веб)                                                            | н/д                      |
| 2015 | XRCO Award       | Номинация | Лучший режиссёр (короткометражные фильмы)                                        | н/д                      |
| 2016 | AVN Award        | Победа    | Лучшая операторская работа                                                       | Being Riley              |
| 2016 | AVN Award        | Номинация | Лучший монтаж                                                                    | Carter Cruise: Obsession |
| 2016 | AVN Award        | Номинация | Лучший режиссёр — полнометражный фильм                                           | Carter Cruise: Obsession |
| 2016 | AVN Award        | Победа    | Режиссёр года                                                                    | н/д                      |
| 2016 | NightMoves Award | Победа    | Лучший режиссёр — короткометражные фильмы (выбор редакции)                       | н/д                      |
| 2016 | Spank Bank Award | Победа    | Режиссёр года                                                                    | н/д                      |
| 2016 | XBIZ Award       | Номинация | Режиссёр года — объём работы                                                     | н/д                      |
| 2016 | XBIZ Award       | Номинация | Режиссёр года — серия короткометражных фильмов                                   | Miss Tushy               |
| 2016 | XRCO Award       | Победа    | Лучший режиссёр (короткометражные фильмы)                                        | н/д                      |
| 2017 | AVN Award        | Номинация | Лучшая операторская работа                                                       | Natural Beauties         |
| 2017 | AVN Award        | Победа    | Лучший режиссёр — короткометражные фильмы                                        | Natural Beauties         |
| 2017 | AVN Award        | Победа    | Режиссёр года                                                                    | н/д                      |
| 2017 | DVDerotik Award  | Номинация | Режиссёр года                                                                    | н/д                      |
| 2017 | NightMoves Award | Номинация | Лучший режиссёр короткометражных фильмов                                         | н/д                      |
| 2017 | NightMoves Award | Победа    | Награда за прижизненное достижение (за сайты Blacked.com, Tushy.com и Vixen.com) | н/д                      |
| 2017 | Spank Bank Award | Номинация | Мастерство в создании порнографии (aka режиссёр года)                            | н/д                      |
| 2017 | Urban X Award    | Победа    | Режиссёр года                                                                    | н/д                      |
| 2017 | XBIZ Award       | Победа    | Режиссёр года — объём работы                                                     | н/д                      |
| 2017 | XBIZ Award       | Победа    | Режиссёр года — серия короткометражных фильмов                                   | Anal Beauty              |
| 2017 | XBIZ Award       | Номинация | Режиссёр года — серия короткометражных фильмов                                   | The Art of Anal Sex      |
| 2017 | XBIZ Award       | Номинация | Режиссёр года — серия короткометражных фильмов                                   | First Anal               |
| 2017 | XBIZ Exec Award  | Номинация | Награда за прогрессивное руководство (за Blacked/Vixen)                          | н/д                      |
| 2017 | XRCO Award       | Победа    | Лучший режиссёр (короткометражные фильмы)                                        | н/д                      |
| 2018 | AVN Award        | Номинация | Лучшая операторская работа (вместе с Лоренцо Скаем)                              | Lana                     |
| 2018 | AVN Award        | Номинация | Лучший режиссёр — короткометражные фильмы                                        | Young & Beautiful 3      |
| 2018 | AVN Award        | Номинация | Лучший режиссёр — полнометражный фильм                                           | Lana                     |
| 2018 | AVN Award        | Победа    | Режиссёр года                                                                    | н/д                      |
| 2018 | Fleshbot Award   | Номинация | Режиссёр года                                                                    | н/д                      |
| 2018 | NightMoves Award | Победа    | Лучший режиссёр короткометражных фильмов (выбор редакции)                        | н/д                      |
| 2018 | Spank Bank Award | Номинация | Мастер разврата (режиссёр года — объём работы)                                   | н/д                      |
| 2018 | Spank Bank Award | Номинация | Менестрель порнографии (режиссёр — сюжетные истории)                             | н/д                      |
| 2018 | Urban X Award    | Номинация | Режиссёр года                                                                    | н/д                      |
| 2018 | XBIZ Award       | Номинация | Режиссёр года — объём работы                                                     | н/д                      |
| 2018 | XBIZ Award       | Победа    | Режиссёр года — серия короткометражных фильмов                                   | н/д                      |
| 2018 | XCritic Award    | Номинация | Король социальных медиа                                                          | н/д                      |
| 2018 | XCritic Award    | Номинация | Лучший режиссёр (короткометражные фильмы)                                        | Interracial Icon V6      |
| 2018 | XRCO Award       | Победа    | Лучший режиссёр (короткометражные фильмы)                                        | н/д                      |
| 2019 | Fleshbot Award   | Номинация | Режиссёр года                                                                    | н/д                      |
| 2019 | Spank Bank Award | Победа    | Мастер разврата (режиссёр года — объём работы)                                   | н/д                      |
| 2019 | XBIZ Award       | Номинация | Режиссёр года — объём работы                                                     | н/д                      |
| 2019 | XBIZ Award       | Победа    | Режиссёр года — серия короткометражных фильмов                                   | н/д                      |
| 2020 | XBIZ Exec Award  | Номинация | Бизнесмен года                                                                   | н/д                      |